# Fahnenjunker
Der Fahnenjunker ist ein militärischer Dienstgrad der Bundeswehr und früherer deutscher Streitkräfte. In diesen war Fahnenjunker auch die Sammelbezeichnung für mehrere Offizieranwärterdienstgrade.

## Bundeswehr
Der Dienstgrad Fahnenjunker wird durch den Bundespräsidenten mit der Anordnung des Bundespräsidenten über die Dienstgradbezeichnungen und die Uniform der Soldaten auf Grundlage des Soldatengesetzes festgesetzt.

### Befehlsbefugnis und Dienststellungen
In der Bundeswehr ist der Fahnenjunker ein Unteroffizierdienstgrad, der gemäß der Zentralen Dienstvorschrift (ZDv) A-1420/24 „Dienstgrade und Dienstgradgruppen“ zur Dienstgradgruppe der Unteroffiziere ohne Portepee zählt. Aufgrund der Zugehörigkeit zur Dienstgradgruppe der Unteroffiziere ohne Portepee können Fahnenjunker auf Grundlage des § 4 („Vorgesetztenverhältnis auf Grund des Dienstgrades“) der Vorgesetztenverordnung innerhalb der dort gesetzten Grenzen Soldaten der Dienstgradgruppe Mannschaften Befehle erteilen.
Fahnenjunker sind Offizieranwärter und befinden sich daher in der Regel in einem der lehrgangsgebundenen Ausbildungsabschnitte ihrer Offizierausbildung oder bereits im Studium. In der „gewöhnlichen“ Truppe werden diese Fahnenjunker in der Regel nur im Rahmen von Truppenpraktika eingesetzt. Sie werden dann beispielsweise als Gruppen- und Truppführer, mitunter im Rahmen einer Verwendung als Ausbilder oder Hilfsausbilder in der Grundausbildung, eingesetzt. Aufgrund dieser Dienststellungen können Fahnenjunker in den in der Vorgesetztenverordnung aufgezählten Fällen allen dienstlich oder fachlich unterstellten Soldaten Befehle erteilen.

### Ernennung und Besoldung
Maßgebliche gesetzliche Grundlagen für die Ernennung zum Fahnenjunker trifft die Soldatenlaufbahnverordnung (SLV) und ergänzend die Zentrale Dienstvorschrift (ZDv) 20/7. Zum Dienstgrad Fahnenjunker können Zeitsoldaten und beorderte Reservisten ernannt werden. Voraussetzung zur Ernennung in den Dienstgrad Fahnenjunker ist die Zugehörigkeit zu einer der Laufbahnen der Laufbahngruppe der Offiziere. Nach einem Wechsel von Unteroffizieren in eine Laufbahn der Offiziere des militärfachlichen Dienstes wird der bisherige Dienstgrad in den Dienstgrad Fahnenjunker überführt. Fahnenjunker haben in der Regel aber zuvor in einem Dienstgrad der Dienstgradgruppe Mannschaften als Offizieranwärter gedient. In diesem Fall können Mannschaftsdienstgrade nach zwölf Monaten Dienstzeit seit Eintritt in eine Offizierslaufbahn zum Fahnenjunker ernannt werden. Bis zu ein Jahr Dienstzeit vor Eintritt in eine Offizierslaufbahn kann angerechnet werden. Bei letztgenannten Offizieranwärtern, die in Verantwortung des Heeres ausgebildet werden, setzt die Ernennung zum Fahnenjunker de facto die Absolvierung des Offizieranwärterlehrganges bei einem der Offizieranwärterbataillone voraus.
Fahnenjunker werden nach der Bundesbesoldungsordnung (BBesO) mit A 5 besoldet.

### Dienstgradabzeichen
Das Dienstgradabzeichen für Fahnenjunker zeigt eine nach unten offene Tresse als Schulterabzeichen. Zur Unterscheidung von den Unteroffizieren wird auf die Schulterklappe eine silberne Metallgespinstkordel als Überziehschlaufe aufgeschoben.

### Geschichte
In der Bundeswehr ist „Fahnenjunker“ erstmals seit 1918 in deutschen Streitkräften wieder die Dienstgradbezeichnung für einen Unteroffizierdienstgrad. Die Ernennung zum Fahnenjunker erfolgte für Offizieranwärter des Heeres bis einschließlich des 75. Offizieranwärterjahrgangs mit Vollendung des 12. Dienstmonats und nach Bestehen des Offizieranwärterlehrgangs Teil I (OAL I). Ab dem 76. Offizieranwärterjahrgang (ab Sommer 2006) wird er mit Vollendung des 12. Dienstmonats und bestandenem Offizieranwärterlehrgang (OAL) verliehen.

### Äquivalente, nach- und übergeordnete Dienstgrade
Den nur für Offizieranwärter vorgesehenen Dienstgrad Fahnenjunker führen nur Heeres- und Luftwaffenuniformträger. Marineuniformträger derselben Rangstufe führen entsprechend den Dienstgrad Seekadett. Ranggleiche Soldaten, die nicht Offizieranwärter sind, führen die Dienstgrade Unteroffizier (für Heeres- und Luftwaffenuniformträger) oder Maat (für Marineuniformträger). In den Streitkräften der NATO ist der Fahnenjunker zu allen Dienstgraden mit dem NATO-Rangcode OR-5 äquivalent. In anglophonen Streitkräften werden ähnliche Ränge häufig als Cadet, Officer Cadet, oder Officer Candidate bezeichnet; in frankophonen NATO-Streitkräften als Élève-officier oder ähnlich; bei den Streitkräfte Italiens ähnlich als Allievo Ufficiale I. In diese Kategorie fällt auch der Kursant der russischen Streitkräfte.
Der Unteroffizier ist in der Laufbahngruppe der Unteroffiziere gemäß Nr. 127 f. ZDv 20/7 unter dem ranghöheren Stabsunteroffizier (Dienstgradbezeichnung für Heeres- und Luftwaffenuniformträger) bzw. Obermaat (für Marineuniformträger) eingeordnet. Im Sinne der Anordnung des Bundespräsidenten über die Dienstgradbezeichnungen und die Uniform der Soldaten gilt für die Einordnung der Fahnenjunker Entsprechendes, auch wenn Fahnenjunker nach der in der Laufbahngruppe für Offiziere vorgesehenen Beförderungsreihenfolge in der Regel direkt in den Dienstgrad Fähnrich befördert werden. Nach § 4 der Vorgesetztenverordnung sind wie oben dargestellt alle Fahnenjunker in den dort definierten Grenzen Vorgesetzte aller Dienstgrade der Dienstgradgruppe der Mannschaften, deren ranghöchster Dienstgrad der Stabskorporal ist.
| Unteroffizierdienstgrad |                                           |                             |
| Niedrigerer Dienstgrad |                                           | Höherer Dienstgrad          |
| - | Unteroffizier Fahnenjunker Maat Seekadett | Stabsunteroffizier Obermaat |
| Dienstgradgruppe: Mannschaften – Unteroffiziere o.P. – Unteroffiziere m.P. – Leutnante – Hauptleute – Stabsoffiziere – Generale |                                           |                             |

## Wehrmacht
In der deutschen Wehrmacht (Heer und Luftwaffe, aber nicht Kriegsmarine) bekamen Soldaten und Unteroffiziere, die die Offizierslaufbahn einschlagen wollten, in der Regel die Bezeichnung Fahnenjunker (kurz: Fhj in Listen Fj) ihrem Dienstgrad vorangestellt. Dies galt bis Anfang 1940 und wieder ab Mitte/Ende 1943:
1. Fahnenjunker (Fhj., Fj),
2. Fahnenjunker-Gefreiter (Fhj-Gefr., Fj-G),
3. Fahnenjunker-Unteroffizier (Fhj-Uffz., Fj-U),
4. Fahnenjunker-Unterfeldwebel (Fhj-UFw., Fj-UF),
5. Fähnrich (Fähnr.),
6. Fahnenjunker-Feldwebel (Fhj-Fw., Fj-F),
7. Fahnenjunker-Oberfeldwebel (Fhj-OFw., Fj-OF),
8. Oberfähnrich (Ob. Fähnr.),
9. Fahnenjunker-Stabsfeldwebel (Fhj-StFw., Fj-SF).

Beispiel für Rangabzeichen
| Offizieranwärter (OA) | Offizieranwärter (OA)                       | Offizieranwärter (OA)                               | Offizieranwärter (OA)                  | Offizieranwärter (OA)                                        | Offizieranwärter (OA)                       |
| --------------------- | ------------------------------------------- | --------------------------------------------------- | -------------------------------------- | ------------------------------------------------------------ | ------------------------------------------- |
| Schulterklappen       |                                             |                                                     |                                        |                                                              |                                             |
| Spez.Bekleidung       |                                             |                                                     |                                        |                                                              |                                             |
| Bezeichnung           | 1. Fahnenjunker-Unteroffizier (Nebeltruppe) | 2. Fahnenjunker-Unterfeldwebel bzw. Fähnrich (Fsjg) | 3. Fahnenjunker-Feldwebel (Infanterie) | 4. Fahnenjunker-Oberfeldwebel bzw. Oberfähnrich (Infanterie) | 5. Fahnenjunker-Stabsfeldwebel (Infanterie) |

Im Heer war der niedrigste Dienstgrad für Offizierbewerber Fahnenjunker, in der Luftwaffe Fahnenjunker-Flieger (Fhj-Flieger). Die Bezeichnungen Fähnrich und Oberfähnrich blieben bis Anfang 1940 und wieder ab Mitte/Ende 1943 den klassischen „Direkteinsteigern“ in die Offizierslaufbahn vorbehalten. Die unterschiedlichen Fahnenjunker-Feldwebel-Ränge kennzeichneten hingegen „Seiteneinsteiger“ aus der Unteroffizierslaufbahn.
Anfang 1940 wurde Fahnenjunker durch die Bezeichnung Offizieranwärter (O.A.) / Reserveoffizieranwärter (R.O.A.) ersetzt. Die Dienstgrade lauteten nun einheitlich z. B. Gefreiter (O.A.) oder Feldwebel (R.O.A.). Nach erfolgreicher Prüfung zum Offizier wurden Offizierbewerber direkt vom Feldwebel zum Leutnant befördert. Mitte/Ende 1943 (mit unterschiedlichen Fristen in Heer und Luftwaffe) wurde die vorherige Praxis weitgehend wieder in Kraft gesetzt und der Dienstgrad Oberfähnrich wieder eingeführt.
In der Wehrmacht führten die Luftwaffen-Fahnenjunker seit 1940 eine gedrehte Aluminiumschnur quer über das untere Ende der Schulterklappen. Im Heer wurde erst ab Ende 1942 eine besondere Kennzeichnung eingeführt: eine feldgraue Doppelborte (aus Stoff) bzw. eine doppelte Aluminiumtresse (Hoffnungsbalken). Reserveoffizieranwärter trugen bei Heer und Luftwaffe rote Stoffbalken.

## Reichswehr
In der Reichswehr wurde die Bezeichnung Fahnenjunker zunächst abgeschafft, seit Mitte der 1920er Jahre aber wieder verwendet. Jetzt bezeichnete Fahnenjunker dienstgradübergreifend alle Offizieranwärter. Die Anwärterdienstgrade waren Fahnenjunker, Fahnenjunker-Gefreiter, Fahnenjunker-Unteroffizier, Fähnrich, Oberfähnrich. In der Reichswehr unterschieden sich Fahnenjunker zunächst weder durch besondere Dienstgradabzeichen noch durch andere Uniformstücke von den übrigen Soldaten im Mannschaftsrang. Fahnenjunker-Gefreite erhielten indes seit 1927 nach bestandener Fahnenjunker-Prüfung das Recht zum Tragen der Unteroffiziertroddel.

## Streitkräfte des Deutschen Kaiserreichs
Im Heer des deutschen Kaiserreichs bezeichnete Fahnenjunker seit 1899 den Anwärter zum Berufsoffizier; vorher hatte die Bezeichnung Avantageur oder Aspirante gelautet. Der Fahnenjunker besaß nur einfachen Mannschaftsrang; der nächsthöhere Anwärterrang war Fähnrich. In der Kaiserlichen Marine entsprachen dem Fahnenjunker der Kadett (seit 1899 Seekadett), dem Fähnrich aber der Seekadett (ab 1899 Fähnrich zur See).
Der Fahnenjunker hatte bei Dienstantritt ein Abiturientenzeugnis eines Gymnasiums, Realgymnasiums, einer Oberrealschule oder Realschule 1. Ordnung oder aber das Bestehen der Fähnrichsprüfung nachzuweisen. Seine Uniform unterschied sich nicht von jener der übrigen Soldaten im Mannschaftsrang.

## Heere des Heiligen Römischen Reichs Deutscher Nation
In den Armeen des Heiligen Römischen Reichs Deutscher Nation (HRR) waren die Fahnenjunker meist junge Edelleute, die im Alter von 14 bis 16 Jahren die militärische Ausbildung begannen. In den Heeren, die sich deutscher Militärbegriffe bedienten (u. a. die russische Armee), bezeichnete Fahnenjunker (alternativ auch Freikorporal) die Offizieranwärter der Zentrumskompanien (Musketiere, Füsiliere) der Infanterie und allgemein der Dragoner; Grenadier-Kompanien hatten keinen Offizieranwärter. Bei der Kavallerie hießen sie Standartenjunker. Nach Absolvierung der etwa dreimonatigen „Grundausbildung“ rangierten die Junker in der Regel zwischen den Sergeanten und Feldwebeln (Infanterie) bzw. Wachtmeistern (Kavallerie).
Bei der Artillerie, die weder Fahnen noch Standarten führte, existierten in vielen Staaten des HRR keine gesonderten Offizieranwärterdienstgrade. Die Anwärter durchliefen die allgemeine Laufbahn, gelegentlich bereits als Bombardier, um dann bevorzugt zum Offizier befördert zu werden. Die Bezeichnung Stückjunker (nach der früher üblichen Bezeichnung für Geschütze, Stücke) kennzeichnete in der Artillerie vielmehr den niedersten Offizierdienstgrad (analog dem Fähnrich bei der Infanterie oder dem Kornet bei der Kavallerie); eine der wenigen Ausnahmen bildete das Kurfürstentum Braunschweig-Lüneburg (Kur-Hannover), wo der Stückjunker als Offizieranwärter vor allen Unteroffizieren rangierte.
In der preußischen Infanterie und des 18. Jahrhunderts hieß der Fahnenjunker Freikorporal. Dort rangierte er bis 1806 als Unteroffizier zwischen Korporal und Feldwebel. Nächsthöherer Offizieranwärterdienstgrad war seit 1807 der Portepeefähnrich. Die bayerische Armee unterschied die Anwärter in Offizieraspiranten 1. Klasse (Junker, in der Artillerie Conducteur, zwischen Feldwebel und Unterleutnant stehend) und 2. Klasse (Kadett, vor dem Sergeanten rangierend).
Bis ins 20. Jahrhundert hinein besaßen die im einfachen Soldatenrang stehenden Fahnenjunker keinerlei Abzeichen. Standen sie im Unteroffizierrang, so waren deren Abzeichen anzulegen (Rock- und Huttresse, besondere Hutpuschel, Unteroffizierportepee (selten: Offizierportepee), Stock, Handschuhe).